# Evangelische Stadtkirche (Neviges)

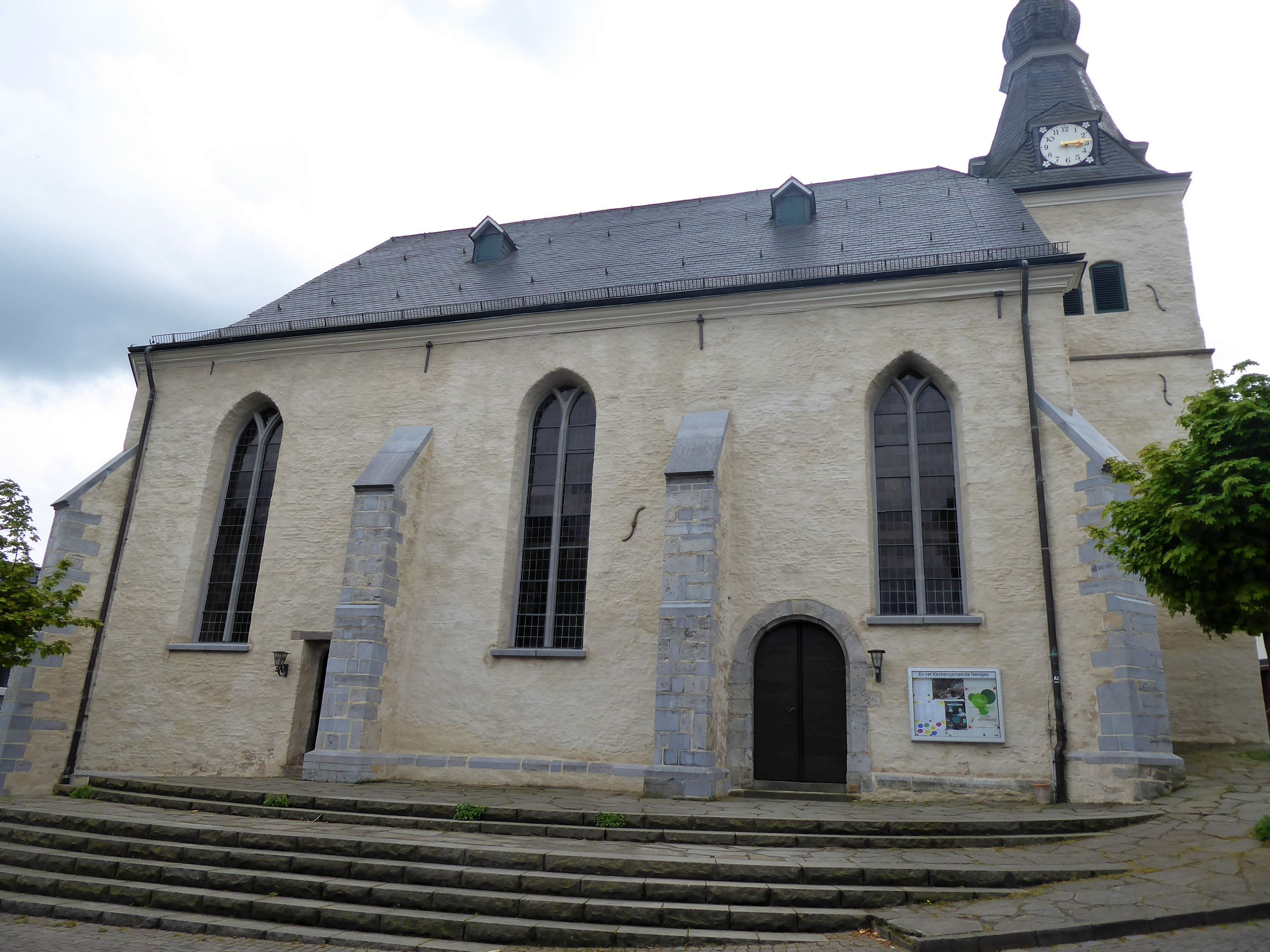
Evangelische Stadtkirche Neviges

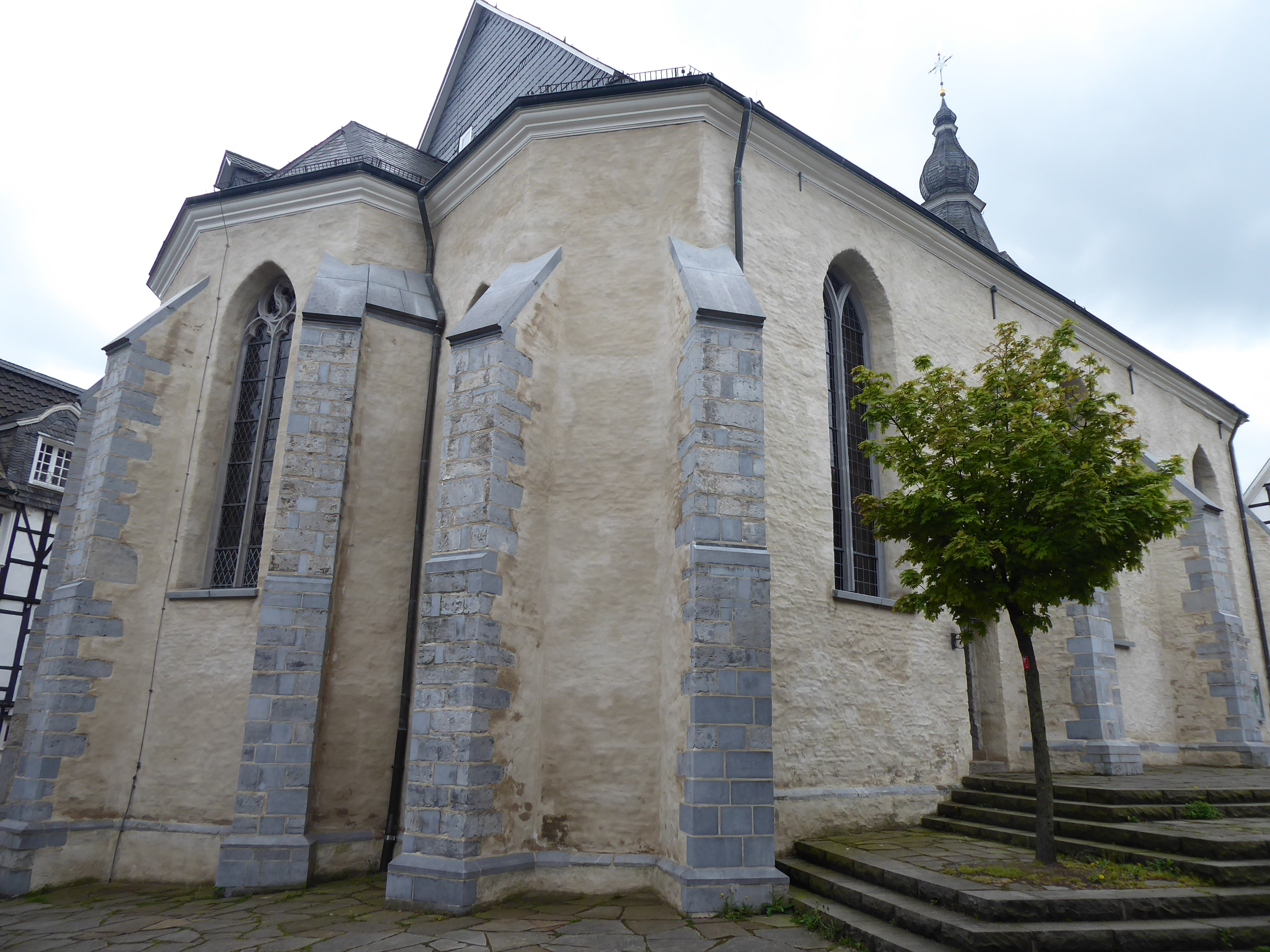
Blick zum gotischen Chor

Die Evangelische Stadtkirche ist ein Kirchengebäude der Evangelischen Kirche im Rheinland im Velberter Stadtteil Neviges in Nordrhein-Westfalen.

## Geschichte
Die heutige Evangelische Stadtkirche ist aus der im Jahr 1220 genannten Kapelle des Hofes Neviges der Herren von Hardenberg hervorgegangen. 1391 wurde sie als der heiligen Margarethe geweihte Pfarrkirche urkundlich erwähnt. Im Jahr 1572 wurde an der Kirche die Reformation eingeführt.
Ältester Teil der Kirche ist der gotische Chorraum aus dem 15. Jahrhundert mit 5/8-Schluss. Im Jahr 1697 wurde der Kirche ein neuer Westturm vorgesetzt und 1740 bis 1746 das mittelalterliche Langhaus durch einen Neubau im gotisierenden Formen mit hölzernem Tonnengewölbe und je drei zweiteiligen Fenstern auf den Längsseiten ersetzt. 
2013 begann eine grundlegende Sanierung der Kirche.